# 東京エアトラベル・ホテル専門学校
東京エアトラベル・ホテル専門学校（とうきょうエアトラベル・ホテルせんもんがっこう）は東京都小金井市に所在し、学校法人育英会が経営している総合学院テクノスカレッジと称される専修学校の一つである。

## 概要
同じ校舎で東京工学院専門学校との2つの専門学校で構成されている。
客室乗務員(CA)、ツアーコンダクター、鉄道の運転士、その他ホテルのスタッフやブライダルスタッフなど主にサービス業務の教育を行う。
通称エアトラ。